# The quick brown fox jumps over the lazy dog
The quick brown fox jumps over the lazy dog (به فارسی: روباه قهوه‌ای‌رنگ چابک از روی سگ تنبل پرید) یک پانگرام انگلیسی است، یعنی جمله‌ای که تمامی حروف الفبای زبان انگلیسی را در خود دارد. از این جمله برای آزمایش کردن ماشین‌های تحریر ، صفحه‌کلیدهای رایانه ،پیش نمایش فونت های مختلف و هر گونه فعالیت دیگری که نیازمند همه حروف الفبای انگلیسی باشد، استفاده می‌شود. این جمله به خاطر کوتاه بودن و مرتبط بودن کلمات و مفهوم آن به هم، به‌طور گسترده‌ای شناخته‌شده‌است.